# Неотомізм
Неотомі́зм — головний напрям неосхоластики, що вбачає у вченні Томи Аквінського (1225–1274) найдосконаліше вираження «вічної філософії». Офіційна філософія католицизму, сучасна версія томізму, який є християнською адаптацією філософії Аристотеля.

## Основні риси
Неотомізм різко протиставляє себе як матеріалізму, так і суб'єктивному ідеалізму; він претендує на універсалізм, на синтез віри і розуму, умогляду і емпірики, споглядальності та практицизму, індивідуалізму і соборності.
Неотомізм один з найпоширеніших різновидів сучасного ідеалізму; 
Неотомізм також є сучасною філософською і педагогічною концепцією розвитку особистості, що вбачає призначення людини не в боротьбі за своє соціальне і духовне звільнення, а в прагненні наблизитися до божественної досконалості.

## Неотомістський реалізм
Неотомістський реалізм відстоює незалежне від людської свідомості існування природи і суспільства, водночас проголошуючи останні продуктом творчої діяльності Бога та об'єктом його управління.

## Деякі неотомісти
- Жак Марітен — релігійний філософ, засновник неотомізму.
- Етьєн Жільсон — релігійний філософ, один з найвизначніших у XX столітті фахівців з історії середньовічної філософії, директор Інституту Середньовіччя в Торонто.
- Андрій Баумейстер — професор кафедри теоретичної і практичної філософії Київського національного університету імені Тараса Шевченка.